# Clube Atlético Sant'Anna
O Clube Atlético Sant'Anna foi um clube brasileiro de futebol da cidade de São Paulo, capital paulista. Foi campeão da divisão intermediaria da LAF em 1926, se fundindo ao CA Independência em 1927

## Títulos

### Estaduais
- Campeonato Paulista - Série A2 = 1926